# DNEG
DNEG（ディーネグ）は、イギリスのVFX制作会社である。旧社名はダブル・ネガティブ (Double Negative)。
ロンドンのソーホーに所在し、1998年に30名のスタッフで始まった。最初の仕事は2000年の映画『ピッチブラック』。現在ではスタッフの数が750人を超えるほどにまで成長し、ヨーロッパ最大の映画VFX制作会社となった。
『インセプション』『インターステラー』『エクス・マキナ』『ブレードランナー2049』『ファースト・マン』『TENET テネット』『DUNE/デューン 砂の惑星』の制作においてアカデミー視覚効果賞を受賞している。
2009年に55人以上を雇用してシンガポール支社を設立（2016年に解散）。シンガポール支社はロンドンの本社とのみやり取りし、関わっているプロジェクトは限定されていた。また、カナダにもバンクーバー支社を設立している。
2006年にはウォルト・ディズニー・アニメーション・スタジオの主要アニメーターであったエアモン・バトラーがダブル・ネガティブに転職し、『ハリー・ポッター』シリーズなどでアニメーション・スーパーバイザーとして働いた。2008年にはアニメーション部門の代表を務めている。
2013年には映画製作部門を設立。
2023年に関わった大作『リトル・マーメイド』、『グランツーリスモ』、『アクアマン/失われた王国』などがいずれもアカデミー賞視覚効果賞にノミネートされず、『オッペンハイマー』のVFXを当社単独で制作するも、実働スタッフの8割がノンクレジットになった上に労働環境の劣悪さも報じられ、2024年5月に人員削減を発表した。